# Dolomedes fuscipes
Dolomedes fuscipes là một loài nhện trong họ Pisauridae.
Loài này thuộc chi Dolomedes. Dolomedes fuscipes được Carl Friedrich Roewer miêu tả năm 1955.